# Wellington Koo

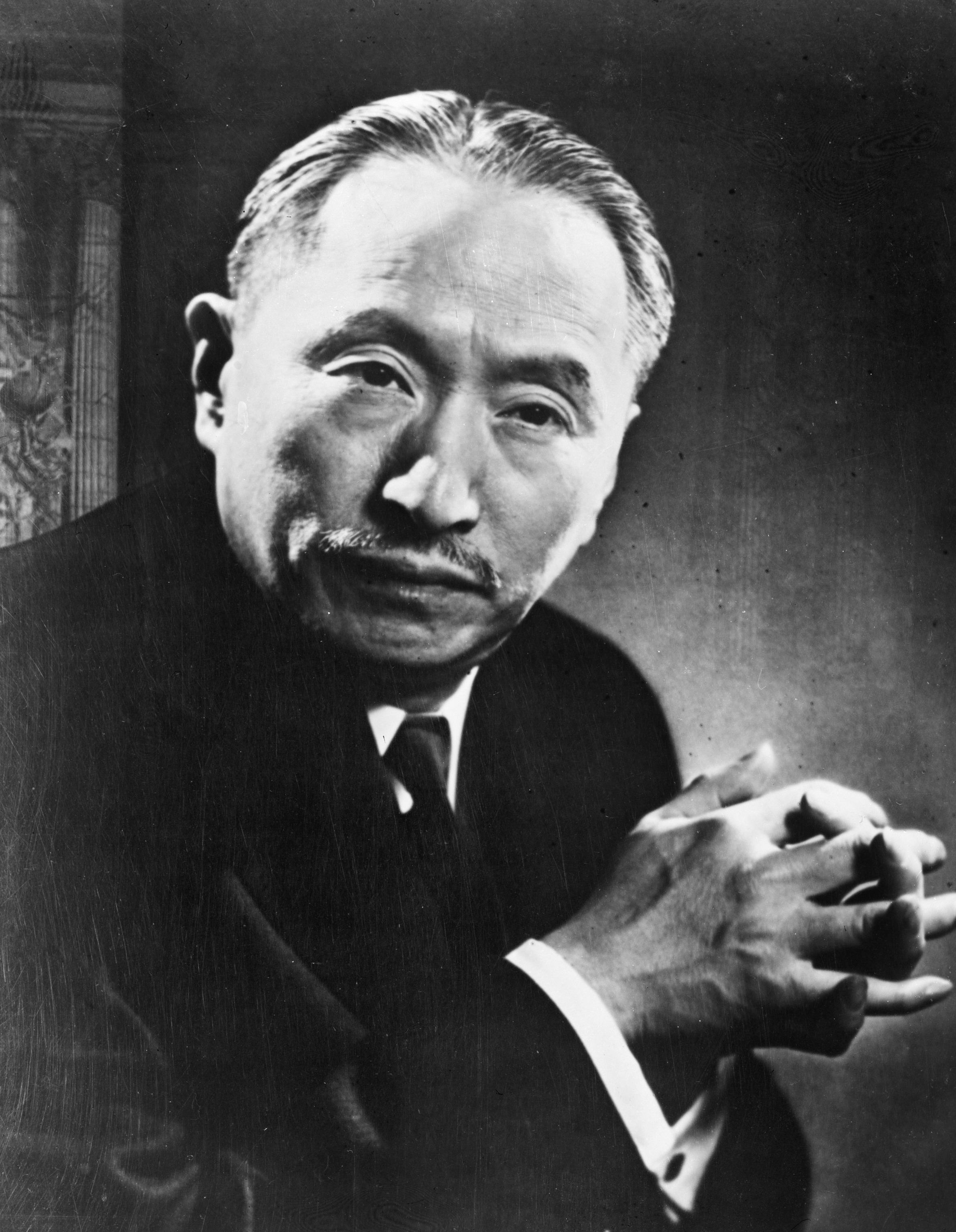
Wellington Koo, 1945

Vi Kyuin Wellington Koo (chinesisch 顧維鈞 / 顾维钧, Pinyin Gù Wéijūn, W.-G. Ku Wei-chün, auch: Koo Vi Kyuin; * 29. Januar 1887 in Shanghai; † 14. November 1985 in New York City) war ein an der Columbia University ausgebildeter chinesischer Diplomat. Er fungierte unter anderem in den Jahren 1926/1927 als Präsident der Republik China und von 1956 bis 1967 als Richter am Internationalen Gerichtshof.

## Leben
Wellington Koo wurde 1887 in Shanghai geboren. Im Jahr 1904 ging er in die Vereinigten Staaten, um westliche Kultur an der Columbia University zu studieren, vor allem um China mit der Bewältigung der imperialistischen Bedrohung zu helfen. Er sprach perfekt Englisch und interessierte sich für Chinas Position in der Welt. 1912 promovierte er in internationalem Recht und Diplomatie an der Columbia University. Er kehrte anschließend sofort nach China zurück, um der neuen Republik China als Englisch-Sekretär des Präsidenten zu dienen. 1915 wurde Koo zum chinesischen Gesandten in den Vereinigten Staaten ernannt.
Vier Jahre später war er einer der chinesischen Delegierten bei der Pariser Friedenskonferenz, wodurch er hohe Bekanntheit erlangte. Vor den Westmächten und Japan forderte er, dass Japan Shandong an China zurückgeben solle. Er begann auch die Westmächte zu bedrängen, alle imperialistischen Einrichtungen und Maßnahmen zu beenden, wie Extraterritorialität, Zollkontrollen, Botschaftswachen und Verpachtungen. Die Westmächte lehnten seine Forderungen ab, und in der Konsequenz war die chinesische Delegation die einzige bei der Pariser Friedenskonferenz, die sich weigerte, den Vertrag von Versailles während der Unterzeichnungszeremonie zu unterschreiben.
Wellington Koo war auch an der Gründung des Völkerbundes als erster Vertreter Chinas beteiligt. In den Jahren 1926/1927 war er Präsident Chinas, während einer Chaosperiode in Beijing. Er war anschließend Außenminister in der Militärregierung von Zhang Zuolin und vertrat China beim Völkerbund, um gegen die japanische Invasion der Mandschurei zu wirken. Bis zur Besetzung Frankreichs durch Deutschland war er von 1936 bis 1940 chinesischer Botschafter in Frankreich. Anschließend wurde er bis 1946 chinesischer Botschafter im Vereinigten Königreich. Im Jahr 1945 war an der Gründung der Vereinten Nationen beteiligt. Als chinesischer Vertreter in der United Nations War Crimes Commission setzte er sich besonders für die Verfolgung der in China begangenen japanischen Kriegsverbrechen ein. Später versuchte er als Botschafter in den Vereinigten Staaten, das Bündnis zwischen diesen und Nationalchina aufrechtzuerhalten, als die Guomindang allmählich die Kontrolle an die Kommunistische Partei Chinas verlor und sich nach Taiwan zurückziehen musste.
Im Jahr 1956 verließ Wellington Koo den chinesischen diplomatischen Dienst nach 44 Jahren und zwei Weltkriegen. Er war Chinas erfahrenster und angesehenster Diplomat. Im gleichen Jahr wurde er zum Vizepräsidenten und Richter am Internationalen Gerichtshof in Den Haag gewählt und folgte in dieser Funktion seinem im Amt verstorbenen Landsmann Hsu Mo. 1967 trat er zurück und zog nach New York, wo er mit Familie und Freunden seine letzten Lebensjahre verbrachte und 1985 im Alter von 98 Jahren starb.